# Philip Oterdahl
Philip Anders Oterdahl, född 13 oktober 1833, död 16 mars 1894, var en svensk väg- och vattenbyggnadsingenjör. 
Efter examen från Chalmerska slöjdskolan 1851 och från Högre artilleriläroverket på Marieberg 1856 blev Oterdahl löjtnant vid Väg- och vattenbyggnadskåren 1858 och kapten där 1866. Han blev nivellör vid statens järnvägsbyggnader 1857 och var stationsingenjör där 1860–61. 
Oterdahl var kontrollingenjör vid byggandet av Dalslands Järnväg 1875–82 och vid byggandet av Varberg-Borås Järnväg 1877–80. På förordnande av myndigheter utförde han vägundersökningar omfattande omkring 350 kilometer. 
På uppdrag av enskilda utförde Oterdahl vägundersökningar omfattande omkring 690 kilometer och järnvägsundersökningar omfattande omkring 150 kilometer samt upprättade bland annat flera förslag till broar. Han var även "Resident Engineer" vid byggandet av Halmstad-Nässjö Järnvägar 1872–76. 
Oterdahl var distriktsadjutant vid västra väg- och vattenbyggnadsdistriktet 1861–72 och 1877–82 samt distriktsingenjör där 1882–94.
Han gifte sig 1878 med Eva Frögren (1850–1922) och var far till bland andra Jeanna och Einar Oterdahl. Dottern Ingrid Oterdahl (1886–1986) blev gymnastikdirektör, var en kort tid gift med Algot Eriksson Söderström och blev mor till läkaren Clas Oterdahl (1914–1957), gift med Eva Engdahl.